# Promise (canción de Romeo Santos)
"Promise" es una canción de Romeo Santos, en colaboración con Usher, del álbum de estudio debut de Santos, Fórmula, Vol. 1 (2011). La canción fue coescrita y producida por Rico Love. Fue lanzado como el segundo sencillo del álbum en América Latina y Estados Unidos.
La canción combina elementos de bachata y R&B y alcanzó la cima de la lista Hot Latin Songs de Billboard, convirtiéndose en la segunda canción número uno consecutiva en la lista para Santos y la primera para Usher. Es reconocida como una de las canciones emblemáticas de Romeo Santos. El vídeo musical de "Promise" fue dirigido por Anthony Mandler, quien anteriormente trabajó con Rihanna, Jay Z y Kanye West.

## Antecedentes
Después de la separación temporal de la banda, Aventura,  Romeo Santos firmó un contrato discográfico con Sony Music Entertainment y grabó su álbum de estudio debut, Fórmula, Vol. 1, que incluye la mayoría de los temas en ritmo de bachata y canciones bilingües como el sencillo principal "You", que alcanzó el número uno en el Billboard Latin Songs y "Promise", con la voz del cantante estadounidense Usher. La colaboración se concretó porque el manager de Santos, Johnny Marines, le presentó a Usher a Santos. Usher quedó impresionado por la capacidad de Santos para actuar después de verlo en YouTube, y dijo: "Esto es algo que la gente recordará". "Promise" fue coescrita y producida por Rico Love y presenta a Usher cantando al ritmo de bachata por primera vez. Según Carlos Quintana de About.com la canción y el resto de los tracks incluidos en Formula, Vol. 1 puede clasificarse como contemporáneo urbano latino con influencias de R&B y hip hop. Mikael Wood de Entertainment Weekly denominó la canción "fluttering" en su reseña del álbum original.

## Vídeo musical

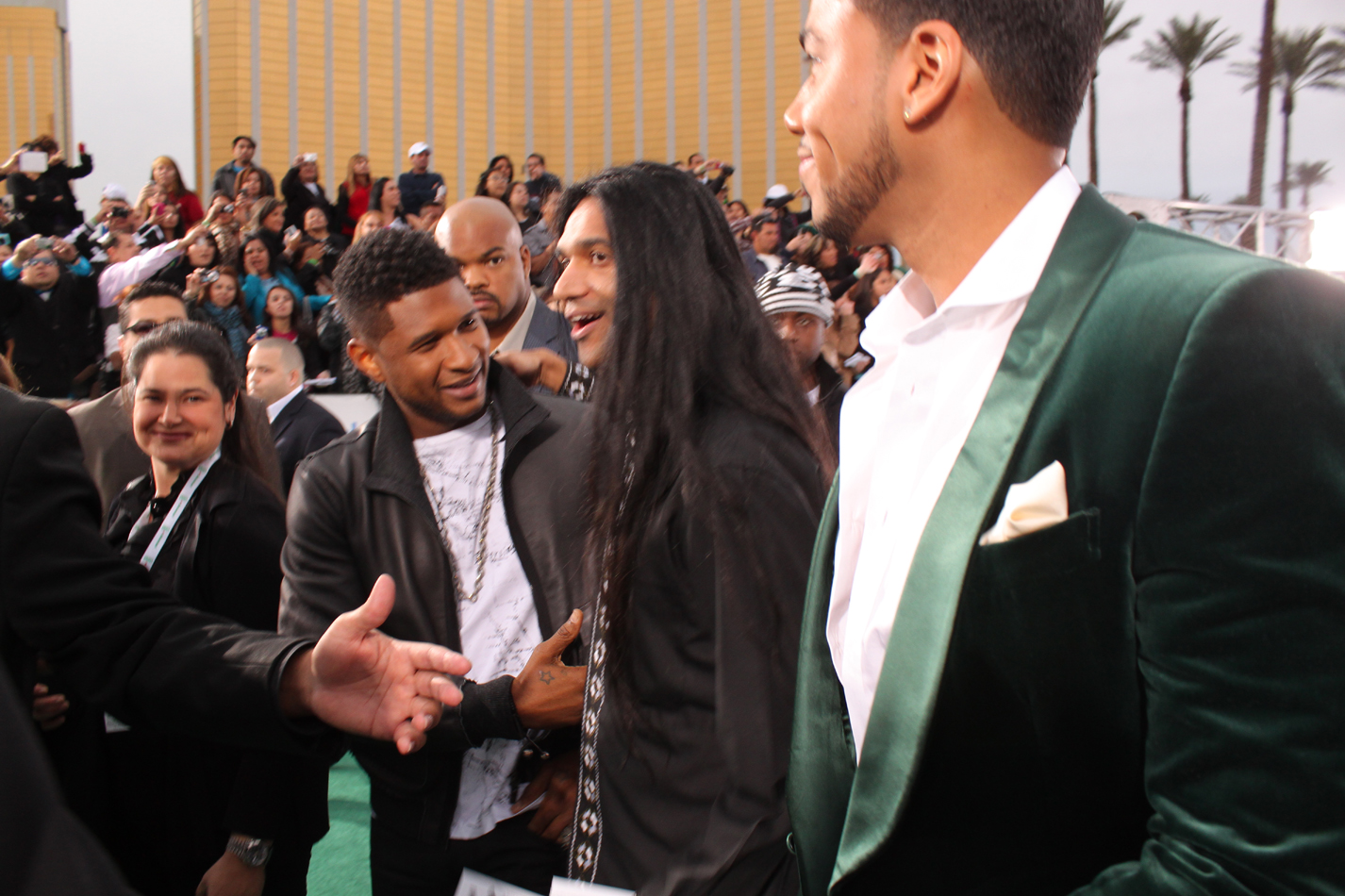
Santos con Usher en la alfombra roja en 2011

El video musical de "Promise" fue dirigido por Anthony Mandler, quien trabajó anteriormente con Jay-Z, Kanye West y Rihanna. Usher y Santos pasaron 24 horas en el set, con una escenografía altamente especializada, luces completas, cámaras y efectos especiales. El video muestra a ambos intérpretes cantándoles a sus parejas sobre el amor que sienten por ellos y les piden que prometan nunca dejarlos sin su amor.  Tras su lanzamiento, el video ha tenido una fuerte rotación en MTV llegando a encabezar la lista de los más reproducidos, incluso con Santos cantando en español, algo que señaló Rubén Leyva, presidente de Sony US Latin, al comentar que Santos ha "logrado hacer lo que otros artistas han podido hacer: llegar a una audiencia predominantemente angloparlante, solo cantando en español".

## Actuaciones en vivo
La canción fue interpretada por Santos y Usher por primera vez en los Premios Grammy Latinos de 2011 el 11 de noviembre de 2011 en Las Vegas, y recibió una ovación de pie.

## Rendimiento en listas
"Promise" fue lanzado como el segundo sencillo de Fórmula, Vol. 1 para emisión en antena y descarga digital el 2 de septiembre de 2011. La canción tuvo su debut más alto en la lista Billboard Latin Songs en la semana del 24 de septiembre de 2011 en el puesto número 24, subiendo al top ten la semana siguiente.  La canción alcanzó la cima del chart la semana del 29 de octubre de 2011 reemplazando "El Amor" de Ricardo Arjona. "Promise" se convirtió en el segundo sencillo número uno de Santos en la lista, luego del reinado de siete semanas de su sencillo anterior "You". La canción también es el primer número uno en la lista para Usher, superando su puesto más alto en la lista con "DJ Got Us Fallin' in Love", que alcanzó el puesto número 16 en 2010. Según Nielsen SoundScan, la canción ha vendido 49.000 descargas digitales en los Estados Unidos.